# Ross Stretton
Ross Stretton (Canberra, 6 giugno 1952 – Melbourne, 16 giugno 2005) è stato un ballerino e direttore artistico australiano.

## Biografia
Ross Stretton nacque a Canberra nel 1952 e tra il 1971 al 1972 studiò danza all'Australian Ballet School. L'anno successivo fu scritturato dall'Australian Ballet, di cui divenne solista nel 1974 e primo ballerino nel 1978. Nel 1979 lasciò l'Australia e dopo brevi periodi con il Northern Ballet e il Joffrey Theatre, nel 1980 si unì all'American Ballet Theatre; fu promosso al rango di solista nella stagione 1981/1982 e ballerino principale nella stagione 1982/1983. Rimase con la compagnia per nove anni, durante i quali ottenne vasti consensi e un'ottima reputazione come ballerino classico, anche se le sue doti recitative non convinsero mai la critica.
Trascorse i sette anni successivi collaborando con l'American Ballet Theatre, occupandosi di funzioni amministrative e lavorando anche come répétiteur, insegnante e direttore artistico associato. Nel 1997 tornò nella natia Australia come direttore artistico dell'Australian Ballet, ampliando il repertorio della compagnia con nuovi balletti firmati da coreografi del calibro di Twyla Tharp. Nel 1999 Stretton organizzò la prima tournée statunitense della compagnia, che ottenne il plauso del New York Times.
Sull'onda del successo ottenuto con l'Australian Ballet, nel 2001 Stretton fu nominato direttore artistico del Royal Ballet in seguito al ritiro di Sir Anthony Dowell. Il contratto aveva una durata prevista di tre anni, ma dopo tredici mesi si dimise in seguito a numerose proteste da parte dei ballerini della compagnia, che minacciarono di scioperare in segno di protesta contro il suo stile amministratrivo e le discusse scelte in fatto di casting. La prima ballerina Sarah Wildor si dimise dopo una discussione con Stretton, mentre la vedova di Kenneth MacMillan minacciò di ritirare i diritti per le opere del marito. I suoi allestimenti di Don Chisciotte e La bella addormentata furono stroncati dalla critica, così come la serata di gala organizzata per il giubileo d'oro di Elisabetta II d'Inghilterra. Stretton fu rimpiazzato da Monica Mason, che mantenne la carica per un decennio.
Successivamente Stretton tornò in Australia, dove gli fu diagnosticano il melanoma che lo portò alla morte nel giugno 2005 all'età di cinquantatré anni. Era stato sposato con Valmai Roberts, con cui aveva avuto tre figli prima del divorzio.